# Монарх Дании
Монарх Дании (дат. Konge af Kongeriget Danmark), согласно Конституции Дании, является главой государства Королевство Дания, в состав которого входят Дания, Гренландия и Фарерские острова, являющегося конституционной монархией. С 14 января 2024 года царствующим монархом является король Фредерик X. 
Датская монархия, основанная в X веке, является старейшей действующей в Европе.

## Полномочия
Король (королева) Дании:
- является главой государства;
- осуществляет законодательную власть в стране совместно с Фолькетингом (парламентом);
- осуществляет исполнительную власть;
- не должен занимать престол в других государствах без согласия Фолькетинга;
- должен быть членом Церкви датского народа;
- вступает в права престолонаследия по достижении совершеннолетнего возраста;
- является Верховным Главнокомандующим Вооружённых сил страны;
- обладает в пределах, установленных настоящей Конституцией, верховной властью по всем вопросам Королевства и осуществляет такую верховную власть через министров;
- не несёт ответственности за свои действия, ответственность за правление несут министры, их ответственность определяется законом;
- обладает неприкосновенностью;
- назначает и отправляет в отставку Премьер-министра и других министров;
- решает вопросы об общем числе министров и распределении функций правления между ними;
- подписывает резолюции, касающиеся законодательства и управления, придаёт указанным резолюциям силу при том условии, что наряду с подписью Короля ставится подпись или подписи одного или нескольких министров. Министр, подписавший резолюцию, несёт ответственность за такую резолюцию;
- может подвергнуть импичменту министров;
- возглавляет Государственный Совет, состоящий из министров и членов правительства. Если Король не может вести заседания Государственного совета, он вправе поручить обсуждение вопросов Совету министров;
- выступает от имени Королевства в международных делах;
- без согласия Фолькетинга не может подписывать акты, согласно которым территория Королевства увеличивается или уменьшается, не может принимать обязательства, исполнение которых требует согласования с Фолькетингом, либо такие обязательства, которые отличаются особой важностью;
- без согласия Фолькетинга не вправе денонсировать международный договор, заключённый с согласия Фолькетинга;
- не может использовать Вооружённые Силы против какого-либо иностранного государства без согласия Фолькетинга (кроме тех случаев, когда это необходимо в целях обороны в результате вооружённого нападения на Королевство или Вооружённые Силы Дании);
- любые акты, принятые им в случаях, когда происходит вооружённое нападение на страну, незамедлительно передаются на рассмотрение Фолькетинга. Если Фолькетинг в это время не заседает, он должен быть созван незамедлительно;
- имеет право вносить законопроекты и проекты других актов на рассмотрение Фолькетинга;
- подписывает законы; законопроект, принятый Фолькетингом, становится законом, если он получает королевское одобрение не позднее тридцати дней после его принятия;
- отдаёт распоряжения о промульгации законов и следит за исполнением указанных актов;
- вправе в условиях чрезвычайного положения, когда Фолькетинг собраться не может, принимать временные законы, при условии, что они не будут противоречить Конституции и будут незамедлительно переданы Фолькетингу, как только он будет созван, для одобрения или отклонения;
- обладает правом помилования;
- может даровать помилование министрам, осуждённым Верховным судом Королевства, только с согласия Фолькетинга;
- может непосредственно либо через соответствующие правительственные органы даровать такие привилегии либо установить такие изъятия из сферы применения законов, которые соответствуют установлениям, действовавшим до 5 июня 1849 года;
- имеет право распоряжаться о выпуске в обращение денег в порядке, установленном законом;
- назначает государственных служащих, которые приносят перед Королём присягу;
- может в любое время издать указ о проведении новых выборов, в результате которых сформируется новый состав Фолькетинга;
- может созвать заседание депутатов Фолькетинга раньше указанного срока (в 12 часов дня через двенадцать недель после проведения выборов);
- может попросить Высокий суд Королевства рассмотреть дела по обвинению в преступлении других лиц, если совершённые ими преступления представляют, по мнению Короля, особую опасность для государства.

## Вступление в должность
Король до вступления на престол приносит торжественную присягу и подписывает её перед Государственным советом, принимая на себя обязательство неукоснительно исполнять Конституцию. Подписываются два идентичных текста присяги, один из которых передаётся Фолькетингу и хранится в его архивах, а другой сдаётся на хранение в Государственный архив. Если Король отсутствует или в силу каких-либо иных причин не может подписать указанную присягу непосредственно перед вступлением на престол, правление до подписания Присяги осуществляет Государственный совет, если законом не установлено иное. В том случае, если Король принял указанную присягу как престолонаследник, он вступает на престол незамедлительно, как только престол становится вакантным.
Положения, касающиеся осуществления королевской власти на случай несовершеннолетия, болезни или отсутствия Короля, устанавливаются законом. Если престол вакантен и нет престолонаследника, Фолькетинг избирает Короля и определяет дальнейший порядок престолонаследия.

## Финансирование
Цивильный лист Короля определяется на всё время его царствования законом. Указанный закон предусматривает также перечень тех замков, дворцов и иных объектов государственной собственности, которые передаются в распоряжение Короля. Цивильный лист не должен обременяться какими-либо долгами.